# Погром
Погром е насилствен бунт, означава масови насилствени действия, насочени срещу определена група от хора на основата на религиозен, етнически или расов признак или по друга причина.
Вдъхновен е често от екстремистки организации или от тайните или други служби на правителството.
Изразява се във физическа агресия, нападение и разрушаване на жилища, предприятия и религиозни сгради. Често е придружен от изтезания и убийства, повреждане, унищожаване или грабеж на имущество, изнасилвания.

## Етимология
Етимологично думата произхожда от руски, където дума погром (същ.) произлиза от глагола громи́ть, означаващ „да се разруши, да се причинява хаос, за да разруши бурно“ , тя е заета в английски и други езици, и представлява част от международната лексика.